# 张自忠墓
张自忠墓，位于重庆市北碚到青木关公路侧梅花山麓，梅花山原名雨台山。

## 历史
1940年5月16日张自忠上将在湖北省宜城县南瓜店抗日阵亡后，由日军第三十九师团安葬于当地陈家祠堂后的空地上，墓前立木牌，上书“支那总司令张自忠之灵”。后黄维纲所部第三十八师找到张自忠遗体，护送至第三十三集团军总部所在地，由副总司令冯治安重殓后，运至重庆进行国葬。黄维纲令部下在张自忠初葬处立碑，上刻“张上将军初葬处 1940.5.16”。1940年11月16日下葬于现址；1942年6月18日冯玉祥将军隶书山名，刻石置于墓前，并亲自在墓前栽植梅花树。1991年被国务院列为国家级革命烈士陵园。
1983年12月1日列為重慶市第一批市級文物保護單位。2000年9月7日列為第一批重慶市文物保護單位。2019年10月7日公布为第八批全国重点文物保护单位。

## 建筑
墓葬为圆形，墓高约3米，座南朝北，地势南高北低。平面为长方形，占地5亩。整个陵园分三部分，最高处是张自忠墓，中间是花园，坡下是广场和张自忠纪念馆和标志石碑等。

梅花山

墓前为冯玉祥写“张上将自忠之墓”碑，两边出入口中间矮墙嵌有冯玉祥书“梅花山”三个隶书大字石刻，每字1米见方。园内苍柏葱郁，庄严肃穆。